# Григорьянц, Владимир Саркисович
Владимир Саркисович Григорьянц (12 февраля 1949 — 27 июля 2016, Кизляр, Россия) — советский и российский винодел, предприниматель, политик. Доктор виноделия США, академик Международной академии реальной экономики. Почётный гражданин г. Кизляра. Автор научных работ по виноделию и экономике. Руководил Кизлярским коньячным заводом (1991—2008), одним из крупнейших российских производителей коньяка и вторым крупнейшим предприятием в Дагестане. Завод входит в перечень системообразующих организаций Дагестана.

## Биография
Родился 12 февраля 1949 года. Отец — Саркис Григорьевич Григорьянц. Мать — Тамара Артемьевна. Родители Саркиса Григорьевича во время геноцида армян в Турции перебралась из Карса в Кизляр. После Великой Отечественной войны Григорьянц являлся директором Кизлярского коньячного завода, а мать работала в различных медицинских учреждениях.
Владимир окончил кизлярскую школу № 1. Высшее образование получил в Дагестанском государственном политехническом институте, который окончил в 1975 году по специальности «инженера-технолога по консервированию».
С 1968 год по 1971 год являлся лаборантом кафедры пищевых производств Дагестанского государственного университета им. В. И. Ленина. По приглашению будущего директора Р. Газаряна в 1971 году начал работать на винзаводе инженером по технике безопасности.
На Кизлярский коньячный завод Григорьянц пришёл в 1976 году. Вначале работал товароведом, а уже спустя год стал курировать снабжение и сбыт готовой продукции завода в должности заместителя директора. Григорьянц занимался поиском выгодных путей сбыта продукции коньячного завода.
В 1981 году заочно окончил в Москве Всесоюзный заочный институт пищевой промышленности по специальности «технология виноделия» и получил диплом о втором высшем образовании.
Во время антиалкогольной кампании, начавшейся в 1985 году, завод прекратил производство спиртных напитков. Предприятие потеряло часть собственных виноградников на территории Кизлярского и Тарумовского районов, лозу которых в осенний период не укрыли слоем земли. Особенно пострадал сорт алый терский, который использовался для создания коньяков. В адрес руководства поступил приказ уничтожить около 400 тысяч бутылок для розлива вина и коньяков, крепость которых составляла более 40 градусов. Григорьянц отказался выполнять соответствующий приказ. Коньячный завод временно перешёл на выпуск виноградного сока, а спустя некоторое время вновь вернулся к производству алкогольных напитков.
В 1991 году Владимир Саркисович Григорьянц возглавил Кизлярский коньячный завод. Григорьянцу пришлось решать проблему нехватки сырья для производства алкоголя, ведь к этому времени завод закупал виноград в Испании или же, в хорошие урожайные годы в Краснодарском и Ставропольском крае. В 1998 году завод получил французский сертификат на выпуск своей продукции под названием «коньяк», хотя ранее Кизлярский коньячный завод экспортировал свои напитки в качестве бренди.
Во время чеченского конфликта в апреле 1998 года Григорьянц вместе с женой был похищен и находился в чеченском плену на протяжении восьми месяцев. Сам Григорьянц связывал своё похищение с тем, что завод хотели включить в унитарное предприятие «Дагвино». Работники завода начали проводить забастовки и митинги с целью привлечь внимание к похищению четы Григорьянц. В августе 1998 года похитители выдвинули условие освобождения заложников — 1,2 млн $. В итоге «на свободу» он вышел благодаря выкупу, который собрал коллектив завода и родственники. Спустя почти год после освобождения Григорьянц вернулся к руководству заводом.
Дважды избирался депутатом Городского Совета г. Кизляр и дважды членом Конституционного собрания Республики Дагестан. Член партии «Единая Россия».
Скончался 27 июля 2016 года в Кизляре.

## Семья
Супруга — Жанна Суреновна Григорьянц. В браке у них было двое сыновей. Саркис Владимирович Григорьянц (род. 1978) — прокурор города Кизляра и Борис Владимирович Григорьянц — являлся заместителем директора Кизлярского коньячного завода.

## Награды
- Заслуженный предприниматель России (2001)[17];
- Заслуженный работник промышленности Республики Дагестан;
- Доктор виноделия США;
- Академик Международной академии реальной экономики;
- Орден «За заслуги перед Отечеством» II степени;
- Орден Петра Великого;
- Ордена «Славы России»;
- Медаль «В память 850-летия Москвы»;
- Медаль «За вклад в наследие народов России»;
- Золотая медаль Имама Шамиля;
- Золотая европейская медаль «За полезные обществу труды» (2000);
- Международный приз Eurostandart (2004) — «за подвижническую деятельность по возрождению европейской репутации российских коньяков»;
- Диплом «Звезда российского менеджмента» (2004) — «за достижения в теории и практике отечественного менеджмента»;
- Диплом лучшего менеджера России со специальной премией «за эффективность управления предприятием и достижение лучших социально-экономических показателей» (2002);
- Почётный гражданин г. Кизляра.

## Премии
- Лауреат Государственной премии Республики Дагестан;
- Лауреат премии «Заслуженный предприниматель» национального конкурса «Бизнес-Олимп».